# Porwanie Prozerpiny (obraz Niccolò dell’Abbate)
Porwanie Prozerpiny (wł. Ratto di Proserpina) – obraz stworzony w latach 1552–1570 przez włoskiego artystę renesansowego, Niccolò dell’Abbate.
Obraz przedstawia epizod z mitologii rzymskiej. Prozerpina podczas zabawy z nimfami została porwana przez boga podziemnego świata, Plutona i uprowadzona do królestwa umarłych jako jego przyszła małżonka.